# Maria Samoïlova
Maria Leonidovna Samoïlova (en russe : Мария Леонидовна Самойлова) est une joueuse de volley-ball russe née le 22 décembre 1989 à Tcheliabinsk. Elle mesure 1,91 m et joue au poste de réceptionneuse-attaquante. Sa sœur ainée Ielena Samoïlova est également joueuse de volley-ball.

## Clubs
| Club                     | De        | À         |
| ------------------------ | --------- | --------- |
| Avtodor-Metar            | 2004-2005 | 2010-2011 |
| Fakel Novy Ourengoï      | 2011-2012 | 2011-2012 |
| Proton Balakovo          | 2012-2013 | 2012-2013 |
| Oufimotchka Oufa         | 2013-2014 | 2013-2014 |
| Avtodor-Metar            | fév 2014  | mai 2014  |
| VK Voronej               | 2014-2015 | 2014-2015 |
| VK Metar                 | 2015-2016 | 2015-2016 |
| Leningradka              | 2016-2017 | 2017-2018 |
| JVK Ienisseï Krasnoïarsk | 2018-2019 | 2018-2019 |
| PSK Sakhaline            | 2019-2020 | 2019-2020 |
| Sparta Nijni Novgorod    | 2020-2021 | …         |

## Palmarès
- Coupe de Russie
  - Finaliste : 2018.